# Piffonds
Piffonds es una comuna francesa situada en el departamento de Yonne, en la región de Borgoña-Franco Condado.

## Demografía
| 598 | 514 | 450 | 397 | 402 | 557 | 592 |
| Para los censos de 1962 a 1999 la población legal corresponde a la población sin duplicidades (Fuente: INSEE [Consultar]) |     |     |     |     |     |     |